# Бояринов, Владимир Георгиевич
Влади́мир Гео́ргиевич Боя́ринов (4 июля 1948, с. Солдатово, Большенарымский район, Восточно-Казахстанская область — 13 сентября 2022) — советский и российский поэт, редактор и литературный функционер. Председатель правления московской городской организации Союза писателей России, сопредседатель Союза писателей России, заместитель Председателя (первый секретарь) Исполкома Международного сообщества писательских союзов. Заслуженный работник культуры Российской Федерации (2005), заслуженный работник культуры Чеченской Республики (2010). Лауреат премий им. К. М. Симонова и Н. С. Гумилёва.

## Биография
Родился на Алтае, в семье староверов, потомков переселенцев по Столыпинской реформе. Среднюю школу окончил в селе Ново-Покровка под Семипалатинском.
Учился в Томском политехническом институте. Как русский поэт дебютировал в 1968 году в газете «Томский комсомолец», где была опубликована подборка стихотворений.
На заочное отделение Литературного института имени Горького поступил в 1973 году. Диплом с отличием получил за первый сборник «Росстани», вышедший в 1978 году в издательстве «Современник». В следующем году на всесоюзном конкурсе молодых литераторов книга отмечена дипломом лауреата, тогда же Бояринов принят в Союз писателей СССР. Работал в издательствах «Современник» и «Советская Россия».
Автор поэтических книг «Весёлая сила», «Уже за холмами», «Родня» и др. Сборники поэзии Бояринова выходили в крупных издательствах: «Советский писатель», «Современник», «Молодая гвардия», «Советская Россия», «Детская литература», «Малыш». После распада СССР в российских издательствах: «Ключ», «Вече», «Литературная Республика» и других. Стиль творчества Бояринова рассматривается писательским официозом как «бедовый», где сочетаются «раздольная ритмика русской народной песни, лирика А. В. Кольцова и бояриновская стихия — боль постоянно, совестливо не дремлющего самосознания русского человека XX века».
По состоянию на 2015 год Бояринов являлся членом редколлегии журнала «Московский писатель» (с 1997), общественных редакционных советов газет «Литературная Москва» (с 1997), «Московский литератор» (с 2000), «Московия литературная» (с 2000), Академик Академии проблем качества (2001).
С 16 декабря 2009 года Бояринов избран председателем правления московской городской организации Союза писателей России (ул. Большая Никитская, дом 50-А/5, стр.1).
30 марта 2016 года в Большом зале Центрального Дома литераторов состоялся творческий вечер «В мире моих снегов», посвящённый 50-летию творческой деятельности Бояринова.
В феврале 2022 года поддержал вторжение России на Украину.
Скончался 13 сентября 2022 года.

## Скандал с принятием Б. Сивко в Союз писателей России
В декабре 2011 года разразился скандал, связанный с торжественным принятием в члены Союза писателей России начинающего поэта и успешного бизнесмена Бориса Сивко (в его роли выступил в Центральном доме литераторов специально нанятый артист из картотеки «Мосфильма») за сборник стихов, сочинённых от его имени компьютерной программой-компилятором, генерирующей стихотворные строки в случайном порядке: Бояринов от лица московской городской организации Союза писателей России вручил ему диплом и почётный знак лауреата литературно-общественной премии «Золотая осень» имени Сергея Есенина за «верное служение отечественной литературе». Эксперимент с Б. Сивко («бред сивой кобылы») был поставлен автором программы «Специальный корреспондент» телеканала «Россия-1» Борисом Соболевым и показан в выпуске программы «Страна героев 2», вышедшем в эфир 11 декабря. «Что после этого прикажете думать о Бояринове? Он что — человек без литературного вкуса или просто мелкий делец?» — заметил по этому поводу главный редактор газеты «Литературная Россия» Вячеслав Огрызко.

## Награды и звания
- Медаль ордена «За заслуги перед Отечеством» I степени (29 апреля 2019 года) — за большой вклад в развитие отечественной культуры и искусства, многолетнюю плодотворную деятельность[9].
- Медаль ордена «За заслуги перед Отечеством» II степени (3 ноября 2012 года) — за заслуги в развитии отечественной культуры и искусства, многолетнюю плодотворную деятельность[10].
- Заслуженный работник культуры Российской Федерации (20 декабря 2005 года) — за заслуги в области культуры и многолетнюю плодотворную работу[11].
- Заслуженный работник культуры Чеченской Республики (17 февраля 2010 года) — за вклад в развитие и популяризацию чеченской литературы в регионах России[12].